# بالگردگاه سرمیلیگاق
بالگردگاه سرمیلیگاق (به انگلیسی: Sermiligaaq Heliport) یک فرودگاه همگانی است. این فرودگاه در کشور  گرینلند قرار دارد .